# سلاح الجو الأوروغوياني الرحلة 571

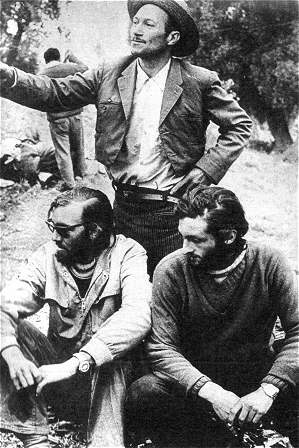
فرناندو بارادو وروبيرتو كانيسا جالسين عند إنقاذهما وورائهما سيرجيو كاتالان الذي كان أول من وجدهما.

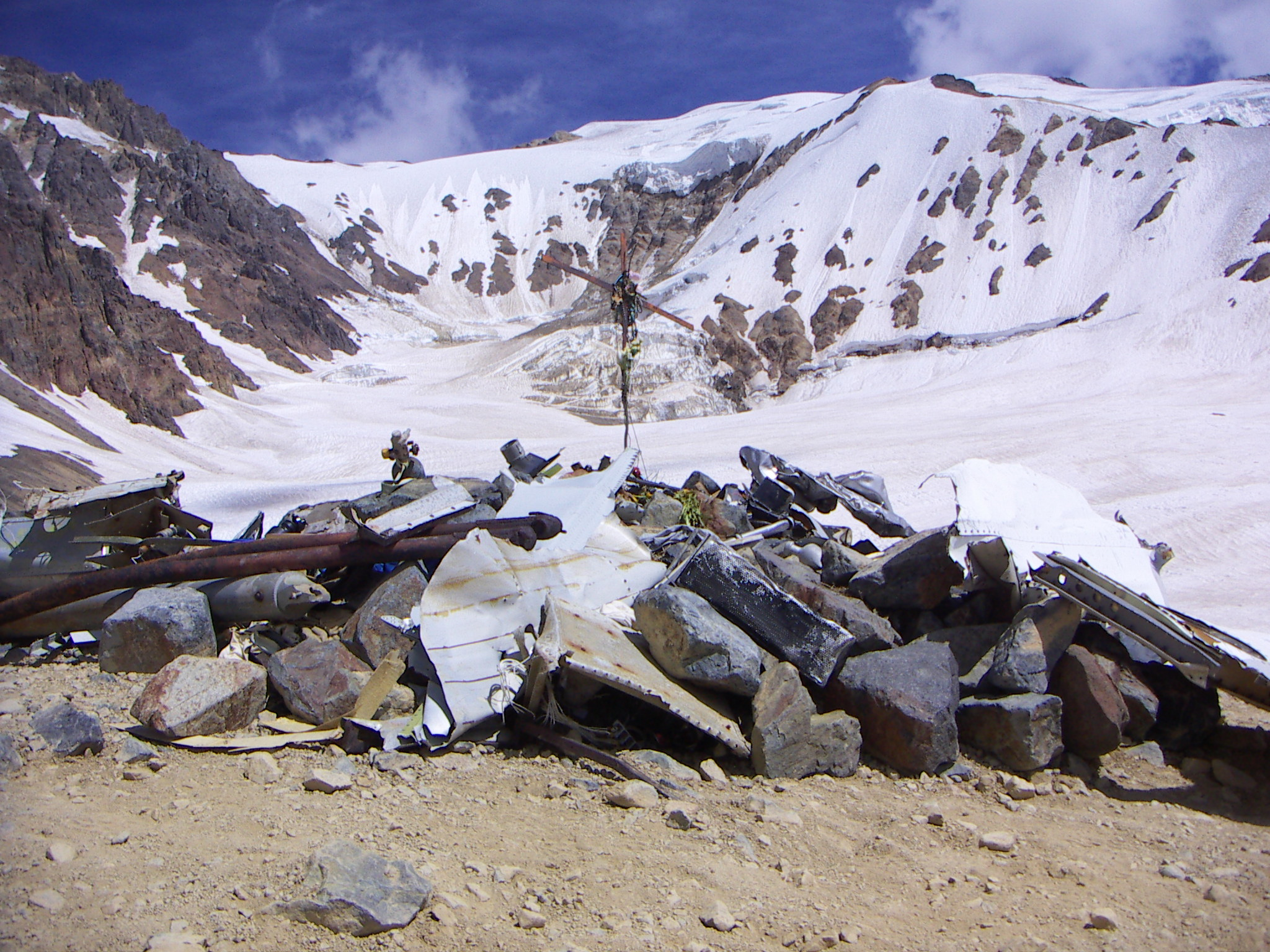
نصب تذكاري في مكان الحادثة وسط جبال الأنديز في فبراير 2006

صورة للمنطقة الجغرافية للحادث وما حوله. النقاط الخضراء تبين مسار فرناندو بارادو وروبيرتو كانيسا للبحث عن النجدة.

الرحلة 571 لسلاح الجو الأوروغوياني أو دراما جبال الأنديز أو كارثة رحلة الأنديز أو معجزة جبال الأنديز (بالأسبانية: Vuelo 571 de la Fuerza Aérea Uruguaya) هي رحلة كانت تؤمن الطيران بين مونتيفيديو في الأوروغواي وسانتياغو في تشيلي. في 13 أكتوبر 1972، الطائرة فيرتشايلد أف أيتش 227 التابعة لسلاح الجو الأوروغوياني تتحطم وسط جبال الأنديز في المحافظة الأرجنتينية مندوسا وبالقرب من مدينة مالارغي. من بين الركاب الأربعين وأعضاء الطاقم الخمسة، توفي 29 راكبًا وجميع أعضاء الطاقم إما أثناء التحطم أو في الأيام التي تلته.

بعد إيجادهم لراديو الطائرة، علم الناجون أن عمليات البحث قد توقفت بعد أيام من التحطم وأنهم أصبحوا منعزلين بدون أكل على ارتفاع 600 3 متر في ظروف جوية صعبة. التجأ الناجون لأكل لحم المتوفين الذين حفظت أجسادهم جراء البرد والثلج. 

في 22 ديسمبر 1972، وبعد 72 يومًا عن الحادثة عُثر على الناجين وموقع التحطم، وأُنقد 16 ناجيًا من الركاب بعد أن قرر إثنان منهم وهما فرناندو بارادو وروبيرتو كانيسا شق جبال الأنديز للوصول إلى النجدة، وبعد 10 أيام من المشي، وصلا لأول مرة بعد أكثر من شهرين إلى الحضارة ووجدهما الهوغواسو (راكب الخيل التشيلي) سيرجيو كاتالان على حافة إحدى الأنهار.

## الأحداث
في 12 أكتوبر 1972، طائرة فيرتشايلد أف أيتش 227 التابعة لسلاح الجو الأوروغوياني أقلعت من مطار كاراسكو الدولي بمونتيفيديو في الأوروغواي باتجاه مطار المحافظ فرانسيسكو غابريالي الدولي بسانتياغو في تشيلي. كان الركاب هم بعض الطلاب وأعضاء فريق اتحاد الرغبي لمونتيفيديو أولد كريستيانز الذي كان المقرر أن يقوم بمباراة في تشيلي، توقفت الطائرة لليلة واحدة في مندوسا بالأرجنتين بسبب سوء الأحوال الجوية. ومن الغد، قرر قبطان الطائرة الكولونيل خوليو فيراداس عبور جبال الأنديز بجانب بركان بلانشون بيتيروا الذي يقع جنوب السلسلة، وعند عبور هذه النقطة كان من المقرر أن ترجع الطائرة شمالا إلى سانتياغو، بعد اعتقاده أنه سيتفادى السحب الكثيفة في طريقه، حذر القبطان برج مراقبة مطار سانتياغو أنه يقترب من كوريكو وبدأ يصل إليها. كان تقدير الموضع الذي احتسبه الطيار خاطئا، حيث أن سرعة الطائرة كانت ضعيفة بسبب الرياح التي تواجهها إضافة إلى تمديد وقت الرحلة. واجهت الرحلة مشكلة مبكرة جدا وتحطم جزء وكسر الجناح الأيمن، ثم إنطلق الجزء المتحطم وضرب زعنفة الطائرة وألحق بها ضررا كبيرا بترك فجوة في وسطها، وكان الجناح الأيسر بدوره متحطما بعد إصطدامه بإحدى القمم الجبلية ثم تحطم جسم الطائرة على ارتفاع 600 3 متر في منطقة نائية في إقليم مالارغي على الحدود الأرجنتينية التشيلية.

حوصر الناجون في إحدى القمم بين الثلج والبرد، وعلموا بعد إعادة تركيب راديو كانوا قد وجدوه في قمرة قيادة الطائرة أن عمليات البحث قد أوقفت بعد ثمانية أيام من الحادث، خاصة وأن لون الطائرة الأبيض كان لا يميز مع الثلج.

بعد انتهاء ما تبقى لهم من مأكولات، قرر الناجون أكل لحم الضحايا المتوفين بكميات قليلة للحفاظ على أبسط حاجيات الجسم والذين حفظت أجسادهم بسبب البرد والثلج. في 29 أكتوبر، غطى انهيار ثلجي الطائرة التي كانت مأوى للناجين، وأودى بحياة ثمانية ركاب أخرين. منذ الأيام الأولى اقترح البعض بالخروج والبحث عن أماكن يتواجد فيها الناس لجلب النجدة، ولكن تم تنظيم عدة دورات حول الطائرة للبحث عن أثر للحياة ولكن البرد والارتفاع وسوء التغذية والعمى الثلجي حالوا دون حرية حركة الناجين، أخيرا إتفق اثنان على الخروج للبحث عن النجدة وأخذوا معهم أكثر الألبسة حرارة وقدرا كافيا من لحم الضحايا، وبعد عشرة أيام من السير قطع خلالها فرناندو بارادو وروبيرتو كانيسا السلسلة الجبلية، توقفا بجانب أحد الأنهار حيث كانا قد أهلكهما التعب وسوء التغذية حتى وجدهما الهوغواسو (راكب الخيل التشيلي) سيرجيو كاتالان الذي أبلغ السلطات بوجودهما.

في 22 ديسمبر 1972، قامت طائرتين مروحيتين عسكريتين بالذهاب إلى موقع الحادث وكان قد دلهما عليه أحد الناجين وهو بارادو، وتم إنقاذ نصف الناجين ال16، وتم إنقاذ النصف الأخر من الغد لسوء الأحوال الجوية، وبعث الجميع للتداوي في المستشفيات لأنهم كانوا يعانون من الخصر وسوء تغذية والتجفاف ونقص الفيتامين سي وداء المرتفعات.

أخيرا عادت قوات النجدة إلى المكان وكان يرافقها قس لأخذ جثث الضحايا، وكذلك لفتح تحقيق في أسباب تحطم الطائرة.

## الطاقم
- العقيد خوليو فيراداس، ربان الطائرة (توفي في التحطم).
- المقدم دانتي لاغورارا، مساعد الربان (توفي في الليلة الأولى).
- الملازم الأول رامون مارتينيز، ملاح (توفي في التحطم).
- الرقيب كارلوس روك، ميكانيكي (توفي في الانهيار الثلجي).
- الرقيب أوفيديو خواكين راميريز، مضيف (توفي في التحطم).

## التسلسل الزمني

### أكتوبر 1972
12 أكتوبر (خميس) اليوم 0

40 راكب و5 أعضاء طاقم.

13 أكتوبر (جمعة) اليوم 1، تحطمت في حوالي الساعة 15:34

7 أشخاص في عداد المفقودين، وفاة 5 أشخاص. الأحياء: 33.

14 أكتوبر (سبت) اليوم 2

وفاة 5 أشخاص. المفقودين: 7 والمتوفين: 10 والأحياء: 28.

21 أكتوبر (سبت) اليوم 9

وفاة شخص. المفقودين: 7 والمتوفين: 11 والأحياء: 27.

'24 أكتوبر (ثلاثاء) اليوم 12

إيجاد ستة أشخاص متوفين كانوا مفقودين. المفقودين: 1 والمتوفين: 17 والأحياء: 27.

29 أكتوبر (أحد) اليوم 17

وفاة 8 أشخاص جراء انهيار ثلجي. المفقودين: 1 والمتوفين: 25 والأحياء: 19

### نوفمبر 1972
15 نوفمبر (إربعاء) اليوم 34

وفاة شخص. المفقودين: 1 والمتوفين: 26 والأحياء: 18.

18 نوفمبر (سبت) اليوم 37

وفاة شخص. المفقودين: 1 والمتوفين: 27 والأحياء: 17.

### ديسمبر 1972
11 ديسمبر (أحد) اليوم 60

وفاة شخص. المفقودين: 1 والمتوفين: 28 والأحياء: 16

12 ديسمبر (إثنين) اليوم 61

بارادو وكانيسا وفيزينتين يقررون الذهاب للبحث عن النجدة. المفقودين: 1 والمتوفين: 28 والأحياء: 16

13 ديسمبر (ثلاثاء) اليوم 62

إسترداد جثة أحد الضحايا. المفقودين: 1 والمتوفين: 28 والأحياء: 16.

14 ديسمبر (إربعاء) اليوم 63

إيجاد جثة المفقود الأخير. المفقودين 0 والمتوفين: 29 والأحياء: 16.

15 ديسمبر (خميس) اليوم 64

فيزينتين يرجع من البعثة التي تحاول إيجاد النجدة. المفقودين 0 والمتوفين: 29 والأحياء: 16.

20 ديسمبر (إربعاء) اليوم 69

بارادو وكانيسا اللذان خرجا للبحث عن نجدة التقيا بسرجيو كاتالان أحد السكان. المفقودين 0 والمتوفين: 29 والأحياء: 16.

21 ديسمبر (جمعة) اليوم 70

إنقاذ بارادو وكانيسا. المفقودين 0 والمتوفين: 29 والأحياء: 16.

22 ديسمبر (سبت) اليوم 71

إنقاذ 6 أشخاص. المفقودين 0 والمتوفين: 29 والأحياء: 16.

23 ديسمبر (أحد) اليوم 72

إنقاذ 8 أشخاص. وبهذا أنقذ كل الناجين. المفقودين 0 والمتوفين: 29 والأحياء: 16.

## الركاب
النجمة (*) التي توجد أمام بعض الأسماء، تشير إلى أنه أحد أعضاء فريق الرغبي.
| الناجون: - خوسيه بيدرو الغرطا. - روبيرتو كانيسا*. - ألفريدو دلغادو. - دانييل فرنانديز. - روبرتو فرانسوا. - روي هارلي*. - خوسيه لويس إنكيارتي. - ألفارو مانخينو. - خافيير ميتول. - كارلوس بايز رودريغيز. - فرناندو بارادو*. - رامون سابيا. - أدولدفو «فيتو» ستراوخ. - إدواردو ستراوخ. - أنطونيو «تان تان» فيزينتين*. - غوستافو زاربينو*. | توفوا في التحطم أو بعد فترة وجيزة: - غاستون كوستماييه*. - ألكسيس هونييه*. - خيدو ماغري*. - دانيال شو*. - كارلوس فاليتا. - فرانسيسكو نيكولا. - استير بيريز هورتا نيكولا. - إيوخينيا دولغاي دايدوغ بارادو. - فرناندو فاسكيز. توفوا في الليلة الأولى: - فرانسيسكو أبال*. - فيليبي ماكيرياين. - خوليو مارتينيز لاماس*. توفوا في اليوم الثاني: - غراثيلا أوغوستو غوميلا دي مارياني. | توفوا في اليوم الثامن: - سوزانا بارادو. توفوا في الانهيار الثلجي (اليوم السابع عشر): - دانيال ماسبونس*. - خوان كارلوس ميننديز. - ليليانا نافارو بتراليا دو ميتول. - غوستافو نيكولوش*. - مارسيلو بيريز*، قائد فريق الرجبي. - إنريكي بلاتيرو*. - دييغو ستورم. توفوا في أيام موالية: - أرتورو نوغيرا* (اليوم 34). - رافائيل إتافارين (اليوم 37). - نوما توركاتي (اليوم 60). |

## الحادث في الثقافة

### الكتب
تم تأريخ الحادثة في كتاب «على قيد الحياة: قصة الناجين في جبال الأنديز» للكاتب الإنجليزي بييرز بول ريد في سنة 1974.

في 2005، تم إعادة نشر الكتاب السابق تحت عنوان جديد وهو «على قيد الحياة: ستة عشر رجلا، اثنان وسبعون يوما، واحتمالات لا يمكن التغلب عليها، ومغامرة كلاسيكية للبقاء على قيد الحياة في جبال الأنديز» مع إضافة عدة حوارات مع بييرز بول ريد الذي كتب الكتاب الأول، وإنكيارتي وهو أحد الناجين وكذلك ألفارو مانجينو وهو أيضا ناجي.

في 2006، فرناندو بارادو وهو أحد الناجين من الحادثة أرّخ الحادث في كتاب «معجزة في جبال الأنديز»، وأصبحت أول شهادة مكتوبة من قبل أحد الناجين.

### السينما والتلفاز
- في 1976، تم إخراج فيلم «الناجون من جبال الأنديز، وهو فيلم مكسيكي أدار إخراجه رينيه كاردونا الابن، وهو يعتمد على كتاب «النجاة» المكتوب في سنة 1973.
- سنة 1993، تم اقتباس كتاب الروائي بييرز بول ريد في السينما من قبل المخرج فرانك مارشال تحت اسم الناجين.
- أيضا في 1993، أخرج فيلم وثائقي إسمه «على قيد الحياة: بعد 20 عاما» من قبل جيل فولرتون سميث بصوت مارتن شين. وهو يؤرخ حياة الناجين بعد عشرين سنة من الكارثة ويذكر دورهم في كتاب معجزة جبال الأنديز.
- «محاصر: لقد أتيت من الطائرة التي تحطمت في الجبال»: أخرجه جونزالو أريخون، وتحصل على جائزة يوريس ايفنز في مهرجان أمستردام الدولي للفيلم الوثائقي في 2007، هذا الوثائقي هو عبارة عن خليط من الشهادات (أساسا من الناجين)، ومشاهد من الأرشيف، ومشاهد تم تمثيلها حديثا اعتمادا على الشهادات.
- في 2007، إحدى حلقات برنامج محاصر الذي تخرجه قناة ناشونال جيوغرافيك خصصت لحادثة هذه الطائرة وكان إسمها «محاصر: أحياء في جبال الأنديز».
- «على قيد الحياة: النجاة من حادث تحطم جبال الأنديز»: أخرجه براد اوزبورن في 2010.
- مجتمع الثلج ( بالإسبانية : La sociedad de la nieve ) هو فيلم إثارة بقاء على قيد الحياة لعام 2023 من إخراج جيه إيه بايونا، يتمحور حول كارثة طيران جبال الأنديز في أوروغواي عام 1972 .وهو مقتبس من كتاب بابلو فيرسي الذي يحمل نفس الاسم، والذي يوثق روايات جميع الناجين الستة عشر من الحادث،

## روابط خارجية
- يعيش! حادث جبال الأنديز، موقع شبه رسمي للحادثة.